# Municipio de Davis (condado de Van Buren)
El municipio de Davis (en inglés: Davis Township) es un municipio ubicado en el condado de Van Buren en el estado estadounidense de Arkansas. En el año 2010 tenía una población de 892 habitantes y una densidad poblacional de 9,44 personas por km².

## Geografía
El municipio de Davis se encuentra ubicado en las coordenadas 35°30′18″N 92°19′18″O / 35.50500, -92.32167. Según la Oficina del Censo de los Estados Unidos, el municipio tiene una superficie total de 94.53 km², de la cual 93,53 km² corresponden a tierra firme y (1,05 %) 0,99 km² es agua.

## Demografía
Según el censo de 2010, había 892 personas residiendo en el municipio de Davis. La densidad de población era de 9,44 hab./km². De los 892 habitantes, el municipio de Davis estaba compuesto por el 98,09 % blancos, el 0,67 % eran amerindios y el 1,23 % eran de una mezcla de razas. Del total de la población el 1,12 % eran hispanos o latinos de cualquier raza.